# Sellaronda

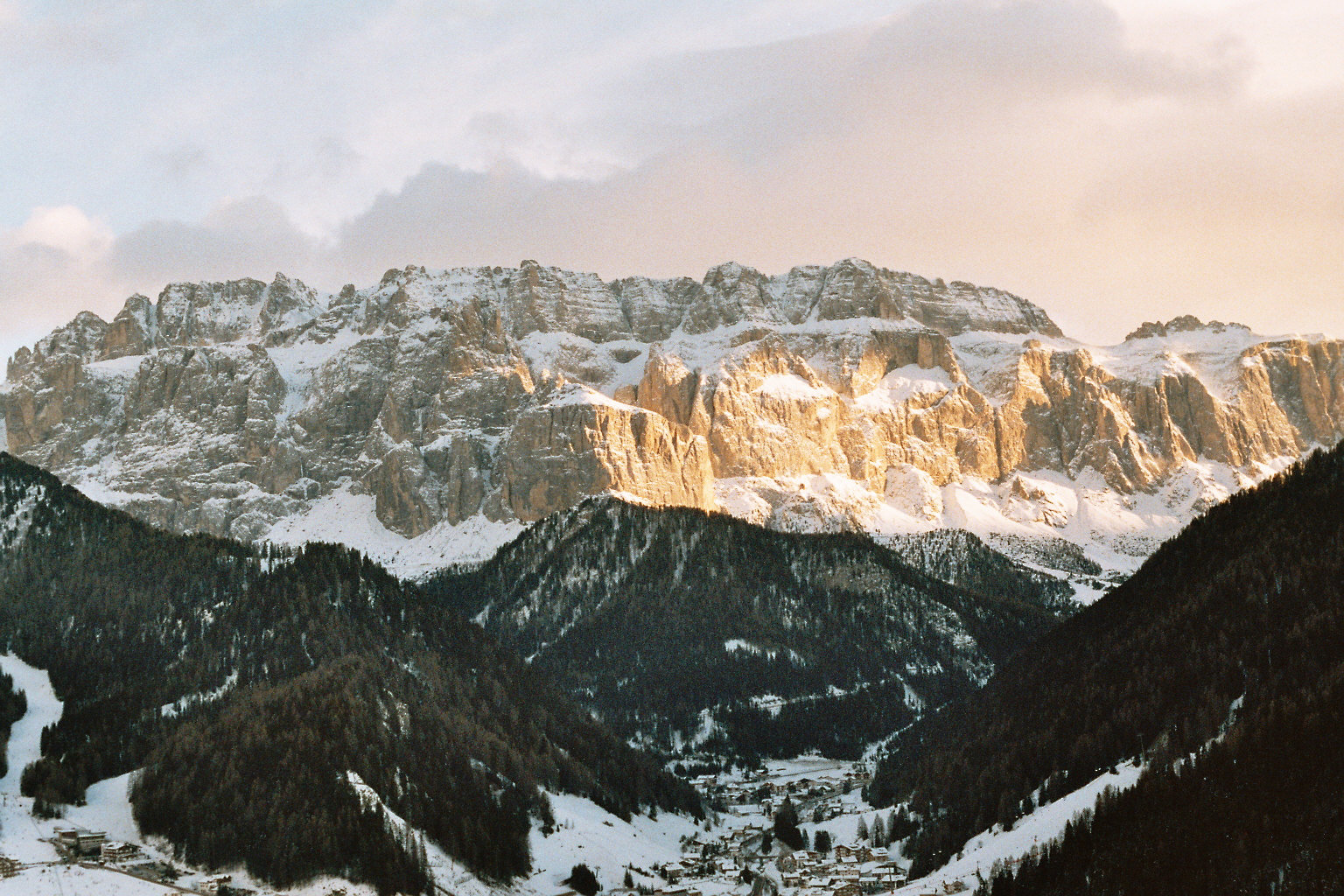
Blick auf die Sella-Gruppe

Die Sella Ronda (italienisch), deutsch: die Sellarunde, ist eine Skirundtour sowie Rundweg um das Sellamassiv in Südtirol, Trentino und Veneto.
Dabei überquert man die Pässe Sellajoch (ladinisch Jëuf de Sella, italienisch Passo Sella) westlich, Pordoijoch (Pordoi, Passo Pordoi) südlich, Campolongopass (Ciaulunch, Passo Campolongo) östlich und Grödner Joch (Jëuf de Frea, Passo Gardena) nördlich des Massivs. Die Sella Ronda kann im Winter als Skirundtour auf offiziellen Skipisten und im Sommer mit dem Fahrrad befahren werden. Sie führt durch die ladinischen Talschaften von Südtirol, dem Trentino und Venetien.

## Mit Skiern

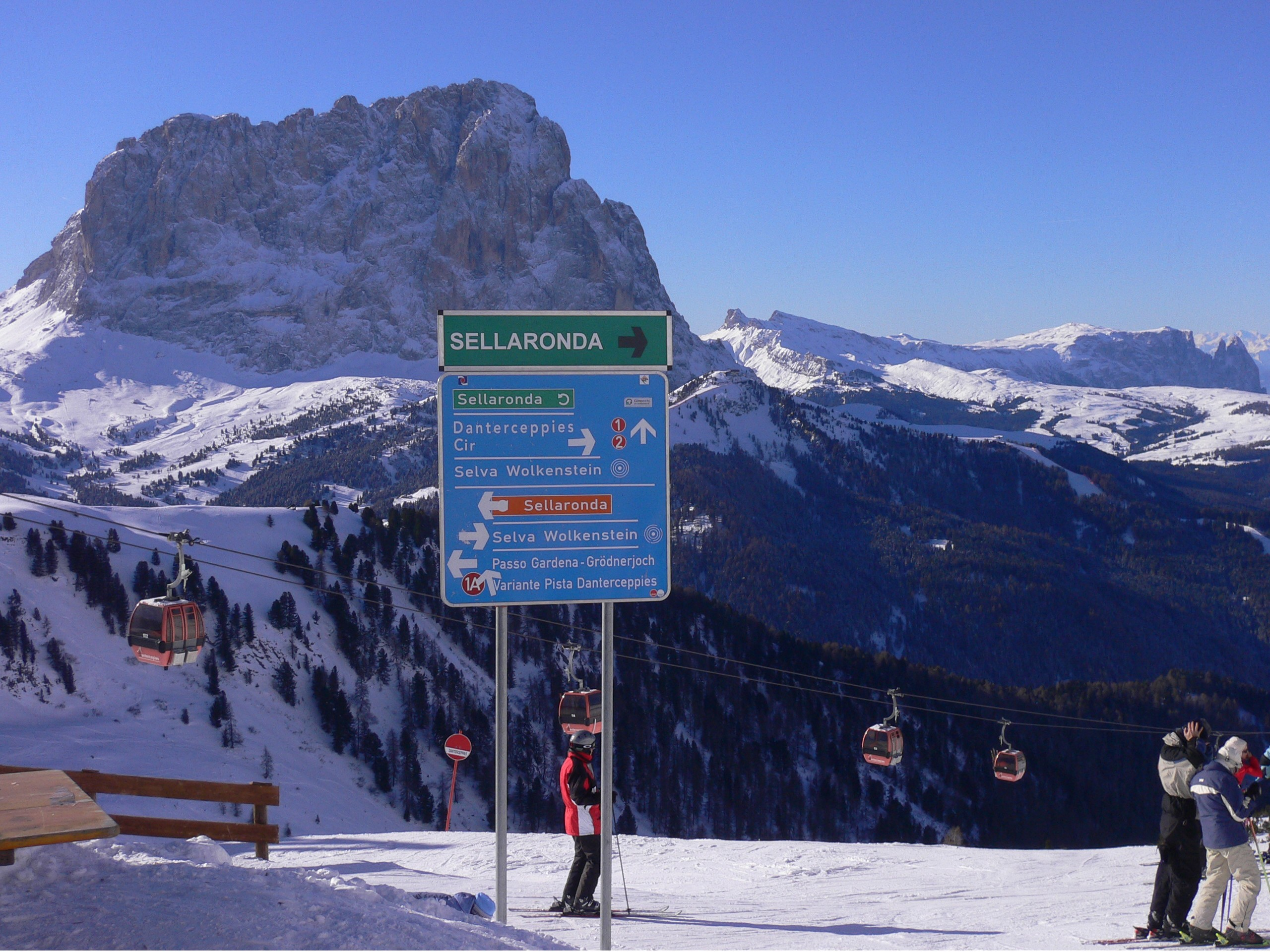
Sella Ronda, im Hintergrund der Langkofel (3181 m) mit der Seiser Alm und dem Schlern (2563 m)

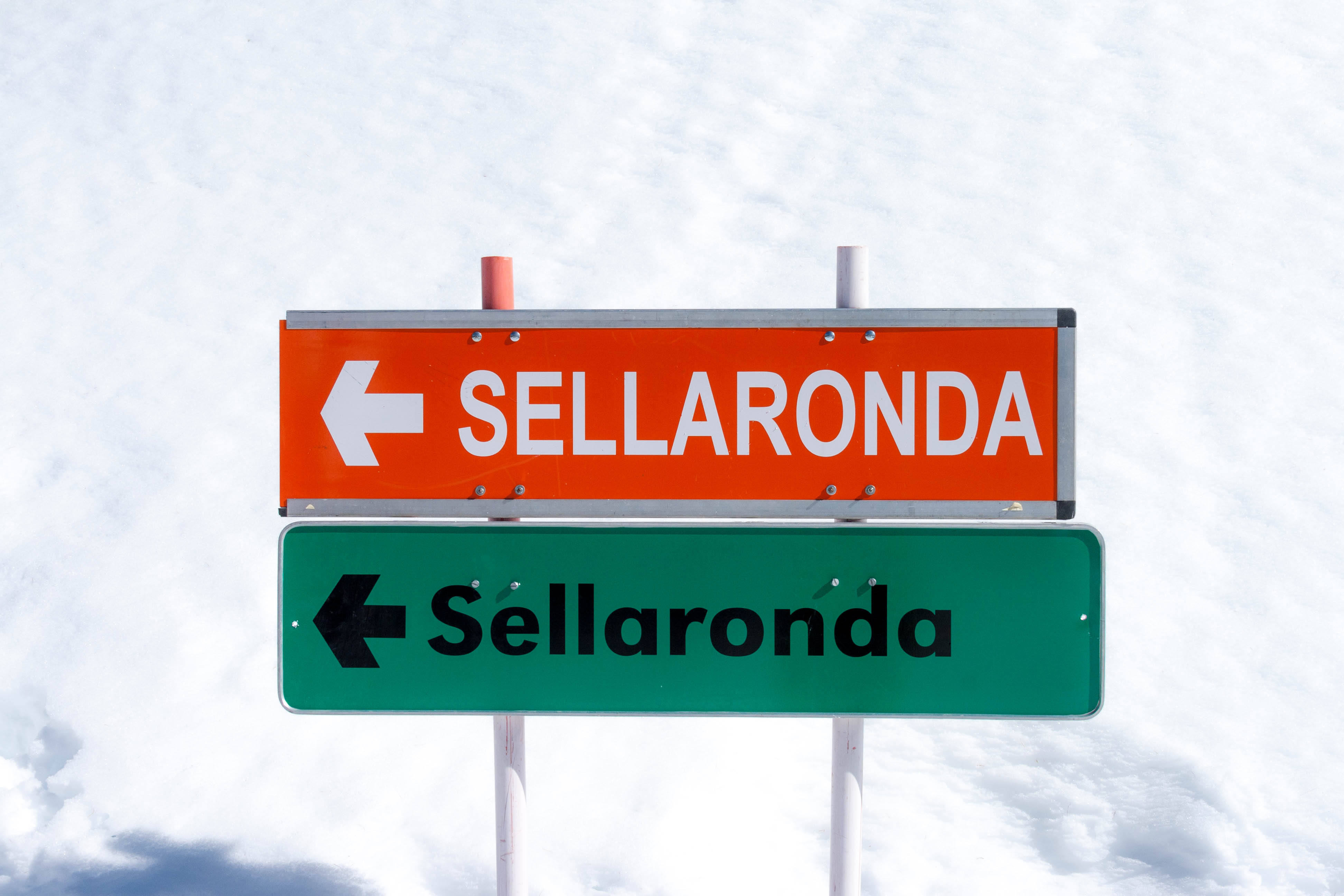
Schilder der Sellaronda; orange steht für im, grün für gegen den Uhrzeigersinn

Die Runde beträgt über 26 Pistenkilometer (40 Kilometer mit Seilbahnfahrten) und ist der Schwierigkeit nach von einem durchschnittlichen Skifahrer zu bewältigen. Die Dauer der Tour hängt neben den skiläuferischen Fähigkeiten und Witterungsbedingungen von der Aus- beziehungsweise Überlastung der Seilbahnen ab. Sie kann im Uhrzeigersinn (orangefarbene Richtungsweiser) oder im Gegenuhrzeigersinn (grün) befahren werden. Die Durchführbarkeit der Sella Ronda während der Skisaison wird an Südhängen und in Tallagen mit Schneekanonen gewährleistet. Als Startpunkte eignen sich die Orte Campitello, Canazei, Arabba, Corvara und Wolkenstein. Individuell können Abstecher in die entsprechenden Skigebiete eingebaut werden. Benötigt wird für die Sella Ronda der Großraumskipass Dolomiti Superski.
Die Sella Ronda ist (zunächst nur gegen den Uhrzeigersinn) seit den 1970er Jahren eine lückenlose Kette von Abfahrten und Skiliften und damit eines der ersten großräumigen Skikarussells.
Jährlich findet der Sellaronda Skimarathon statt, ein nächtlicher Rennwettbewerb, bei dem die Strecke mit Tourenskiern (ohne Benutzung der Aufstiegsanlagen) bewältigt wird. Den Streckenrekord über die 42 km-lange Strecke halten seit 2008 der Südtiroler Hansjörg Lunger und der Italiener Guido Giacomelli mit einer Gesamtzeit von 3:15:07 Stunden. Bei den Damen halten seit 2011 die Italienerinnen Francesca Martinelli und Roberta Pedranzini den Streckenrekord mit einer Gesamtzeit von 3:55:12 Stunden.

## Mit dem Rad – Sella Ronda Bike Day und Hero Dolomites

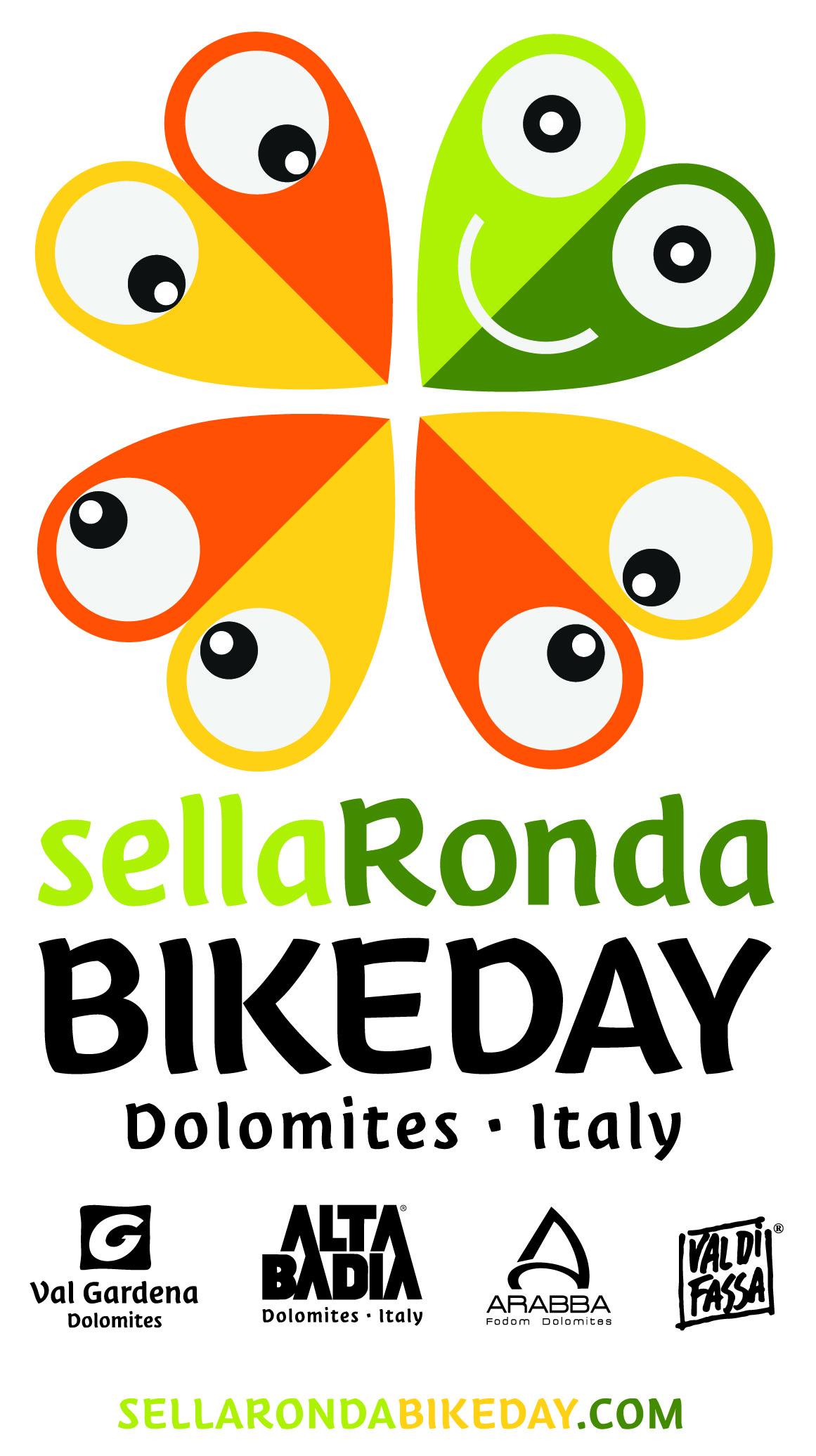
Logo Sellarondabikeday

Die vier Pässe können – natürlich in beiden Richtungen – auch mit dem Fahrrad auf asphaltierter Straße bezwungen werden. Die Strecke ist dabei 53 Kilometer lang und es sind ca. 1650 Höhenmeter zu bewältigen (nur die Runde, ohne Anfahrt). Im und gegen den Uhrzeigersinn ist Busverkehr eingerichtet, der auf die Mitnahme von Fahrrädern eingestellt ist.
An zwei Tagen pro Jahr stehen alle Dolomitenpässe in Gröden und im Sellagebiet – Sellajoch, Grödnerjoch, Pordoi- und Campolongopass – ausschließlich ambitionierten Radfahrern und fitten Mountainbikern zur Verfügung, die Straße ist somit für den Autoverkehr gesperrt. Es ist dann Volksradltag für jedermann ohne Anmeldung, bzw. der Sella Ronda Bike Day. Der Start kann an jedem beliebigen Ort des Rundkurses erfolgen. Einige Teilnehmer starten auch von Wolkenstein oder Canazei, was mit insgesamt 1936 bzw. 2030 Höhenmeter verbunden ist. Am 28. Juni 2015 nahmen mehr als 22.000 Teilnehmer an der Veranstaltung teil. Die Strecke wird dabei gegen den Uhrzeigersinn befahren.
Seit 2010 findet auch jährlich der Hero Dolomites (bis 2016 Sellaronda Hero) statt, bei dem die Mountainbiker über eine 87 km oder 60 km lange Strecke nach Wolkenstein gelangen.

## Mit dem Motorrad
Eine weitere beliebte Alternative ist es, die "Sellaronda"-Runde mit dem Motorrad zu bestreiten. Die Strecke ist ca. 50 km lang, und man benötigt in etwa eine knappe Stunde, da diese Runde recht anspruchsvoll für die Fahrer ist.